# Comuna Odranci
Odranci (Občina Odranci) este o comună din Slovenia, cu o populație de 1.619 locuitori (2002).